# Rain Tree Crow
Rain Tree Crow è l'unico album in studio del gruppo musicale britannico Japan a nome Rain Tree Crow, pubblicato il 20 aprile 1991 dalla Virgin Records.

## Tracce
Testi di David Sylvian, musiche dei Rain Tree Crow.
1. Big Wheels in Shanty Town – 7:08
2. Every Colour You Are – 4:45
3. Rain Tree Crow – 2:06
4. Red Earth (As Summertime Ends) – 3:39
5. Pocket Full of Change – 6:08
6. Boat's for Burning – 0:45
7. New Moon at Red Deer Wallow – 5:13
8. Blackwater – 4:20
9. A Reassuringly Dull Sunday – 1:22
10. Blackcrow Hits Shoe Shine City – 5:15
11. Scratchings on the Bible Belt – 2:46
12. Cries and Whispers – 2:36

Traccia bonus nella riedizione
1. I Drink to Forget – 1:54

## Formazione
Gruppo
- David Sylvian – chitarra (tracce 1, 2, 5-8, 10-13), onde corte (tracce 1, 2 e 13), pianoforte elettrico (tracce 1, 2 e 10), voce (tracce 1-3, 5, 6, 8, 10 e 12), organo Hammond e arrangiamento corni (traccia 1), effetti sonori (tracce 2, 10 e 12), percussioni aggiuntive (traccia 3), slide guitar (traccia 4), sintetizzatore (tracce 4, 9 e 10), indian drum (traccia 4), organo (tracce 5 e 9), basso (traccia 7), sintetizzatore aggiuntivo (traccia 8), percussioni (traccia 9), organo elettronico (traccia 10), banjo, marimba e organo a pompa (traccia 11), pianoforte (traccia 13), programmazione alla tastiera
- Mick Karn – basso (tracce 1, 2, 4, 5, 8, 10, 12), ottoni (tracce 1 e 5), arrangiamento corni (traccia 1), sassofono wah wah (tracce 2 e 10), pipa (traccia 3), tabla (traccia 4), clarinetto basso (tracce 7, 9 e 11), percussioni (traccia 9), wine glass (traccia 13)
- Richard Barbieri – sintetizzatore e programmazione alla tastiera, pianoforte (traccia 9), ruota idraulica (traccia 11), organo (traccia 13)
- Steve Jansen – batteria (tracce 1, 2, 5, 8 e 10), percussioni (tracce 1-5, 7-12), organo Hammond (traccia 1), ceramic drum (traccia 4), organo aggiuntivo (traccia 5), tamburello (traccia 6), clay drum e fan drum (traccia 7), marimba (tracce 9 e 11), pianoforte (traccia 11), wine glass (traccia 13), programmazione al computer

Altri musicisti
- Djene Doumbouya, Djanka Diabate – voci (traccia 1)
- Bill Nelson – chitarra aggiuntiva (traccia 1), chitarra (tracce 8, 10)
- Phil Palmer – slide guitar (traccia 2), chitarra acustica (traccia 4), chitarra (traccia 5), effetti sonori (traccia 5)
- Michael Brook – conga basso (traccia 4), percussioni (traccia 9), infinite guitar (traccia 10), effetti sonori (traccia 11)
- Brian Gascoigne – orchestrazione (traccia 4)

Produzione
- Rain Tree Crow – produzione
- Pat McCarthy – ingegneria del suono, missaggio (tracce 2, 3, 6 e 7)
- Tim Martin – ingegneria del suono aggiuntiva
- David Sylvian – missaggio
- Steve Nye – missaggio (eccetto tracce 2, 3, 6 e 7)
- Al Stone – assistenza al missaggio (eccetto tracce 2, 3, 6 e 7)
- Tony Cousins – mastering

## Classifiche
| Classifica (1991) | Posizione massima |
| ----------------- | ----------------- |
| Paesi Bassi       | 61                |
| Regno Unito       | 24                |
| Svezia            | 33                |